# OpenVMS

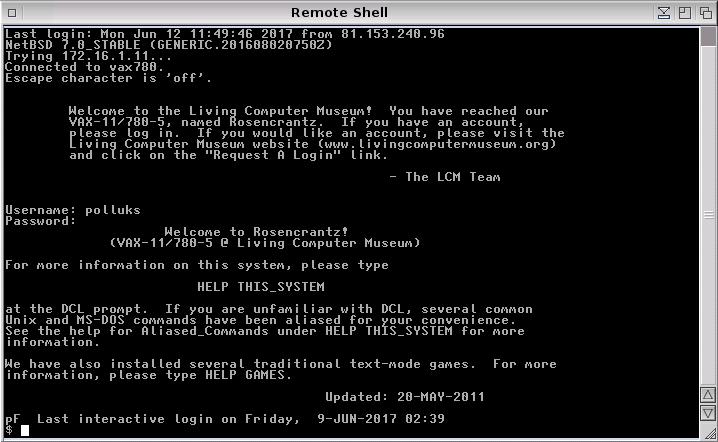
登录

OpenVMS（開放虛擬記憶體系統），是一个多用户、多線程，使用虛擬內存的作業系統，被設計用於分時、批處理以及交易處理。它最初由迪吉多以VAX/VMS命名於1977年首次釋出，用於旗下的VAX小型機。
OpenVMS是專有系統，可以運行在VAX、Alpha、HP Itanium以及x86-64處理器家族平台上，其源代碼清單可由購買獲得。
VMS其命名來源於虛擬內存系統（virtual memory system），这是其系統特性之一。經過恰當的進程優先級調整，其性能可接近於實時作業系統。其系統可通過多個物理伺服器構成集羣提供高可用性，這讓系統能夠避免單點設備故障導致的系統失效。
早期的VAX/VMS版本不提供圖形化用戶界面（1980年代之前），其系統管理及使用均基於文本終端（如VT100）來提供串行數據通訊和屏顯服務。1990年代的DEC VAX工作站提供OpenGL及AGP顯卡適配器，其上使用的VMS開始提供圖形化用戶界面（GUI）。
企業級環境通常基於各種理由選擇和使用OpenVMS，包括郵件服务器、網絡伺服、製造業、運輸控制、監視、關鍵應用及數據庫,尤其是重視系統持續在線時間及數據可訪問性的領域。曾經被報道部分系統在線時間長達十年之久，而且由于滾動升級及集羣化特性，可在硬體升級、軟體升級期間甚至某個數據中心被摧毀時仍保持數據可訪問性。使用OpenVMS的消費者包括銀行及金融機構，醫院及健康中心，網絡信息服務商以及生產各種產品的大型工廠。
1. ↑  Patrick Thibodeau. . Computerworld. July 31, 2014  [October 21, 2021]. （原始内容存档于2021-10-30）.
2. ↑  Camiel Vanderhoeven. . Newsgroup: comp.os.vms. May 30, 2021  [October 21, 2021].
3. ↑  . The OpenVMS Frequently Asked Questions (FAQ). Hewlett Packard Enterprise. （原始内容存档于August 10, 2018）.
4. ↑  . VSI. October 15, 2021  [November 2, 2021]. （原始内容存档于December 11, 2021）.
5. ↑  . VSI. 2024-01-25  [2024-01-25]. （原始内容存档于2024-11-30）.
6. ↑  . VSI.   [February 5, 2021]. （原始内容存档于2024-02-22）.
7. ↑  Michael M. T. Yau.  (PDF). Digital Technical Journal. 1993, 5 (3): 63–79  [October 21, 2021]. （原始内容存档 (PDF)于2024-09-05）.